# Dennis Hastert

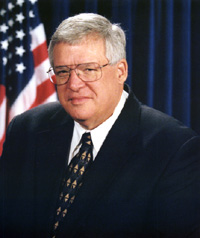
Dennis Hastert

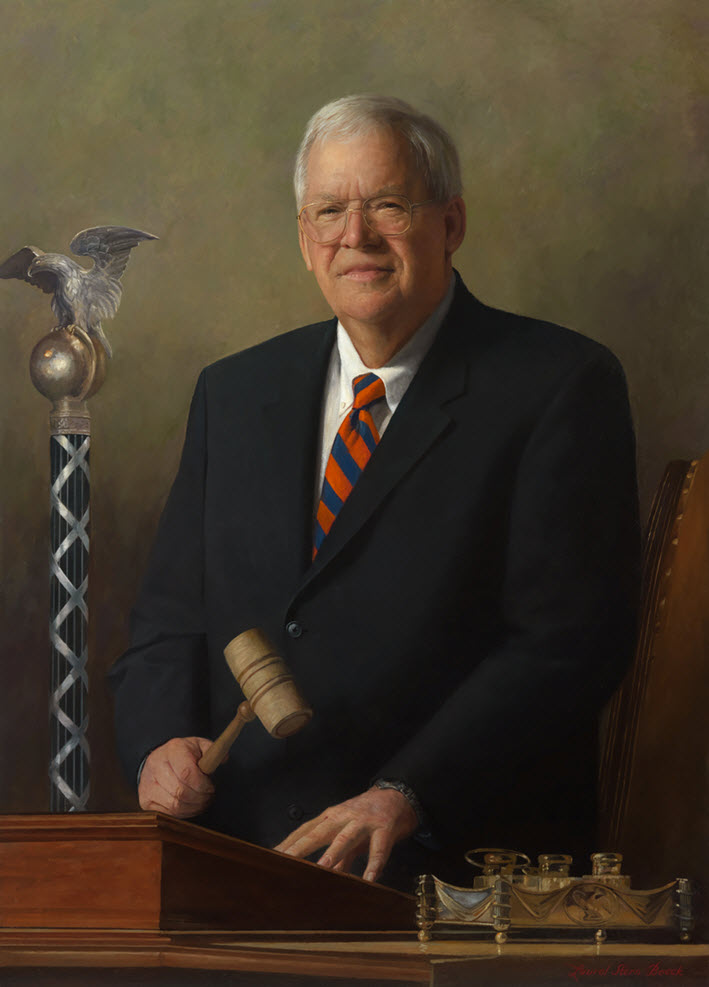
Hasterts offizielles Porträt als Speaker von 2009, mit dem zeremoniellen Stab (mace) des Repräsentantenhauses

John Dennis Hastert (* 2. Januar 1942 in Aurora, Illinois) ist ein US-amerikanischer Politiker. Er gehörte dem Repräsentantenhaus der Vereinigten Staaten von 1987 bis 2007 als republikanischer Abgeordneter für den 14. Kongresswahlbezirk des Bundesstaates Illinois an. Von 1999 bis 2007 war er Sprecher des Repräsentantenhauses und nahm damit den zweiten Rang in der Präsidentennachfolge ein. 2016 wurde er wegen Bankbetrugs zu einer Freiheitsstrafe verurteilt und gab früheren sexuellen Missbrauch an Jugendlichen als Ringertrainer zu.

## Familie, Ausbildung und Beruf
Dennis Hastert ist der Sohn des Restaurantbesitzers Jack Hastert und von Naomi geb. Nussle. Er studierte zunächst am Wheaton College und erwarb dort 1964 den akademischen Grad des BA. 1967 schloss er die Northern Illinois University mit einem MS in Erziehungswissenschaften ab. Von 1964 bis 1980 war er als Lehrer für Politik („government“) und Geschichte an einer Highschool in Yorkville tätig. Er trainierte dort neben der Footballmannschaft die Ringer und führte sie 1976 zur Landesmeisterschaft von Illinois, woraufhin er zum „Coach of the Year“ in Illinois gewählt wurde.
1973 heiratete er seine Lehrerkollegin Jean Hastert, geb. Kahl; sie haben zwei Söhne. Sein Sohn Ethan bewarb sich 2009 um das frühere Kongressmandat seines Vaters, unterlag aber in der Vorwahl der Republikaner.

## Politische Laufbahn
Ohne vorherige politische Erfahrung trat Hastert 1980 für ein Mandat im Repräsentantenhaus von Illinois an. Er unterlag zunächst in der Vorwahl der Republikaner, als sich der gewählte Kandidat jedoch krankheitsbedingt zurückzog, setzte er sich in der Hauptwahl durch und zog 1981 in die untere Kammer der State Legislature von Illinois ein, der er drei Legislaturperioden lang angehörte. Er war in dieser Zeit als ranghöchster Republikaner Mitglied des Haushaltsausschusses.
Als 1986 der Sitz im 14. Kongresswahlbezirk von Illinois frei wurde, kandidierte Hastert bei der Wahl im November des Jahres und gewann diese knapp mit 52 % der Stimmen. Der Wahlkreis gilt seit 1903 als Hochburg der Republikaner; Hastert wurde in der Folge stets wiedergewählt, meist mit etwa 70 % der Stimmen. Ab 1995 war Hastert Chief Deputy Minority Whip, also einer der Geschäftsführer der republikanischen Fraktion.
Sein Aufstieg zum Sprecher des Repräsentantenhauses 1999 kam eher unerwartet, da er, trotz seines Amtes als stellvertretender Fraktionssprecher der Republikaner, als unauffällig galt. Allerdings waren seine aussichtsreichsten Mitbewerber zu umstritten, wie Tom DeLay, oder standen – nach der Lewinsky-Affäre – wegen Eheskandalen nicht mehr zur Verfügung, wie Bob Livingston. Am 6. Januar 1999 trat Hastert die Nachfolge von Newt Gingrich als Sprecher an. Er blieb bis 2007 im Amt und hatte den einflussreichen Posten somit länger als jeder andere Republikaner inne. Als Sprecher initiierte er die nach ihm benannte „Hastert Rule“, gemäß der nur solche Gesetzesvorschläge ins Parlament eingebracht werden können, denen die Mehrheit der Mehrheitsfraktion zugestimmt hat.
Bei der Wahl 2006 kandidierte Hastert erneut für seinen Wahlbezirk und konnte sich gegen den Kandidaten der Demokraten, John Laesch, mit dem relativ schwachen Ergebnis von knapp 60 % der Wählerstimmen durchsetzen. Zuvor hatte Hastert in der Kritik gestanden, weil sein Büro lange vor der Öffentlichkeit von den sexuellen Übergriffen des republikanischen Kongressabgeordneten Mark Foley erfahren, aber keine Untersuchung eingeleitet hatte. Da bei dieser Wahl die Demokraten die Mehrheit im 110. Repräsentantenhaus gewannen, löste Nancy Pelosi ihn am 4. Januar 2007 im Amt des Sprechers ab. Hastert legte sein Mandat am 26. November 2007 nieder und schied aus dem Kongress aus. Die Nachwahl gewann der Demokrat Bill Foster gegen Jim Oberweis.
Im Anschluss arbeitete Hastert bis 2015 als Lobbyist für die Washingtoner Anwaltskanzlei Dickstein Shapiro und saß in mehreren Aufsichtsräten.

## Politische Standpunkte und Kontroversen
In seiner politischen Laufbahn galt Hastert als loyaler Vertreter der Parteilinie und zeigte sich insbesondere in gesellschaftspolitischen Fragen konservativ. Als Sprecher setzte er eine Reihe von republikanischen Gesetzesvorhaben wie den Medicare Prescription Drug, Improvement, and Modernization Act durch, der 2003 die private Komponente der Krankenfürsorge Medicare stärkte.

### Vertreter türkischer Interessen
Hastert galt als Parteigänger türkischer Interessen. Umstritten ist, warum er Ende 2000 eine Abstimmung über eine Resolution zum Völkermord an den Armeniern verhinderte. Nach eigener Aussage geschah dies ausschließlich auf Bitten Präsident Bill Clintons. Allerdings verhinderte er im Jahre 2004 erneut eine Resolution zu diesem Thema. 2005 warf ihm die FBI-Whistleblowerin Sibel Edmonds vor, von türkischer Seite Koffer voll Geld empfangen zu haben, das teilweise aus Drogenhandel gestammt habe. Hastert und seine Mitarbeiter dementierten, jemals Geld türkischer Herkunft empfangen zu haben.

### Bankbetrug durch Schweigegeld wegen sexueller Belästigung
Ende Mai 2015 wurde gegen Hastert Anklage erhoben. Ihm wurde vorgeworfen, 3,5 Millionen US-Dollar als Schweigegeld bezahlt und damit gegen Bankgesetze verstoßen zu haben. Diese Summe sei an einen Mann geflossen, der von Hastert in seiner Zeit als Sport-Trainer sexuell belästigt worden sei. Dieser habe den ehemaligen Politiker im Jahr 2010 mit den Vorwürfen konfrontiert, woraufhin Hastert sich zur Zahlung bereit erklärt hatte. Im Zuge der Ermittlungen wurde bekannt, dass Hastert in den 1960er und 1970er Jahren mindestens vier Schüler seiner Ringermannschaft sexuell missbraucht hatte.
Am 27. April 2016 wurde Hastert wegen Verstoßes gegen die Bankgesetze von einem Bundesrichter zu fünfzehn Monaten Freiheitsstrafe und einer Geldstrafe in Höhe von 250.000 US-Dollar verurteilt. Wegen des sexuellen Missbrauchs konnte er nicht mehr belangt werden, da die Taten mittlerweile verjährt waren. Im Gerichtssaal beteuerte er, „zutiefst beschämt“ („deeply ashamed“) darüber zu sein, wie er die ihm anvertrauten Schüler „misshandelt“ („mistreated“) habe. Hastert wurde nach dreizehn Monaten im Juli 2017 aus der Haft entlassen.

## Ehrungen
- Ehrenbürger von Vilnius, 2001
- Orden des litauischen Großfürsten Gediminas, 2001
- Großkreuz des Ordens der Eichenkrone, 2004
- Orden der Aufgehenden Sonne 1. Klasse, 2010[10]